# Hermanni Vuorinen
Pour les articles homonymes, voir Vuorinen.
Hermanni Vuorinen (né le 27 janvier 1985 à Pori en Finlande) est un joueur de football finlandais qui joue comme attaquant.

## Biographie
Il a commencé sa carrière dans sa ville natale à FC Jazz Pori à 18 ans. Puis il rejoint le Werder Brême mais là-bas il était devenu inutile alors il décida de revenir en Finlande à Allianssi Vantaa dans la première division finlandaise.
Puis il rejoint FC Honka dans la première ligue finlandaise où il réussit à finir meilleur buteur de Finlande. Peu de personnes pensaient qu'il pouvait s'imposer dans ce club, mais, au mois de septembre suivant, l'équipe se trouvait en tête de la ligue grâce à lui, car en 18 matches il marqua 16 buts.
En raison de son succès beaucoup de grands clubs (Italie, Allemagne, Suisse, Slovénie...) voulaient se l'attacher. Le club norvégien, Fredrikstad FK réussit à l'avoir.
Cependant en 2007 il retourne en Finlande sous forme de prêt au HJK Helsinki.
Il est connu comme le Ruud van Nistelrooy de la Finlande.
Durant la saison 2010-2011, il est transféré au Sporting Charleroi.

## Anecdotes
- Il est aussi surnommé « Heavy » car il aime bien ce style de musique.

## Palmarès
- Coupe de Finlande de football : 2004 avec l'Allianssi Vantaa, et 2012 avec le FC Honka.
- Coupe de Norvège de football : 2006 avec le Fredrikstad FK.
- Championnat de Finlande de football
  - Meilleur buteur : 2006 et 2009 avec le FC Honka.